# Du oder der Rest der Welt
Du oder der Rest der Welt (Originaltitel: Rules of Attraction, 2010) ist ein Roman der US-Autorin Simone Elkeles.

## Die Hauptfiguren
Die Hauptfiguren des Romans sind Kiara Westford und Carlos Fuentes.
Kiara besucht die letzte Klasse der Flatiron Highschool in Boulder. Sie ist etwas schüchtern und stottert, wenn sie aufgeregt ist. Des Öfteren dient sie als Ziel des Spottes von Mitschülern. Ungeachtet dessen ist sie ausgesprochen klug, lässt sich wenig vormachen und liebt Herausforderungen. Sie beschwert sich selten und ist stets bereit, Aufgaben zu übernehmen. Auf ihr Äußeres achtet sie wenig. Sie hält sich gerne in der Natur auf und liebt es, an Autos, besonders an ihrem eigenen, einem Oldtimer, herumzubasteln.
Carlos hatte sich in Mexiko nach dem Verlust seines schlecht bezahlten Arbeitsplatzes einer Gang, den Guerreros del bario, angeschlossen. Nun wird er von seiner Familie gegen seinen Willen zu seinem Bruder Alex nach Colorado geschickt, um dort die Schule zu besuchen und den Highschool-Abschluss zu machen. Carlos will jedoch nur nach seinen eigenen Regeln leben und keine Autoritäten anerkennen. Schon gar nicht will er einen Schulabschluss machen. Dennoch kommt er nicht darum herum, Schüler der Flatiron Highschool im selben Jahrgang wie Kiara zu werden.

## Die Handlung
Auf Alex’ Anregung wird Kiara Carlos’ Betreuungsschülerin in der Schule. Carlos gefällt das gar nicht. Er versucht, sie wegzuekeln, indem er sich schroff, abweisend und beleidigend verhält.
Auf einer von Madison veranstalteten Party lernt Carlos Nick, einen kleinen Drogendealer, kennen. Madison will Carlos auf dem Ehebett ihrer Eltern verführen. Sie ist allerdings so mit Drogen zugedröhnt, dass die Sache nicht zum Ende kommt, weil sie sich dauernd übergeben muss.
Kurz danach findet die Polizei bei einer Drogenrazzia in Carlos’ Schulspind eine erhebliche Menge Drogen, die ihm Nick auf Anweisung von Wes Devlin, einem berüchtigten Drogengroßhändler, untergeschoben hat. Von wem er reingelegt wurde, weiß Carlos zu diesem Zeitpunkt allerdings noch nicht.
Inzwischen ist es Carlos wichtig geworden, auf der Schule bleiben zu können. Auf richterliche Anordnung wird er deshalb der zeitweiligen Vormundschaft von Professor Westford, Psychologe und Kiaras Vater, unterstellt und muss bei den Westfords wohnen. Gleichzeitig hat er künftig nachmittags an einem speziellen Programm zur Resozialisierung gefährdeter Jugendlicher teilzunehmen. Den in diesem Programm geltenden strengen Regeln unterwirft sich Carlos zähneknirschend.
Carlos lässt Kiara merken, dass sie nicht sein Typ sei. Auch will Carlos keine feste Beziehung. Dennoch kommen sich Kiara und Carlos näher, als Kiara Carlos mit zu ihrem Zufluchtsort in den Bergen nimmt.
Damit ihn Madison künftig in Ruhe lässt, bewegt Carlos Kiara zu einem „Deal“. Kiara möge so tun, als ob sie und Carlos zusammen seien. Dafür verspricht Carlos Kiara, mit ihr zum Homecoming-Ball der Schule zu gehen. Insgeheim hofft Kiara allerdings, dass es nicht bei einer vorgespiegelten Freundschaft bleiben möge. Sie hat sich inzwischen in Carlos verliebt.
Im Anschluss an einen Familienfernsehabend verlieren sich beide. Kiara möchte mit Carlos schlafen. Bevor es dazu kommt, fallen Schüsse. Carlos versucht panisch, Kiara zu schützen, bevor er merkt, dass die Schüsse aus dem laufenden Fernsehgerät kamen. Carlos erinnert sich jetzt wieder daran, dass er ja keine dauerhafte Beziehung haben möchte. Hastig zieht er sich zurück … 
Nachdem Carlos herausgefunden hat, dass Devlin für die Drogen in seinem Spind verantwortlich ist, nimmt er Kontakt zu ihm auf, um herauszufinden, was dahinter steckt. Weslin zwingt ihn zu einem persönlichen Treffen, auf dem er ihm mitteilt, dass er künftig für ihn als Straßendealer zu arbeiten habe. Carlos rastet aus, als Devlin seine Familie bedroht, hat aber in der folgenden Schlägerei gegen die Leibwächter von Devlin nicht den Hauch einer Chance.
Übel zugerichtet trifft er bei den Westfords bei seiner Rückkehr als Erstes auf Kiara, die entsetzt ist über seinen Zustand. Carlos schweigt jedoch über die näheren Umstände, die dazu geführt haben. Mit Hilfe eines mit Kiaras Vater befreundeten Arztes kommt Carlos bis zum Homecoming-Ball wieder so weit auf die Beine, dass er in der Lage ist, diesen mit Kiara zu besuchen. Als er Kiara fertig zurechtgemacht für den Ball sieht, verschlägt es ihm den Atem …
Die Nacht des Balles macht Carlos endgültig klar, dass auch er Kiara liebt. Er sagt ihr dies beim Abschied.
Carlos hofft nun auf eine gemeinsame Zukunft mit Kiara, weiß aber nicht, wie er sich von Devlin befreien kann. In seiner Not vertraut er sich Kiaras Vater an, der, wie sich herausstellt, gute Kontakte zur DEA hat. Weslin ist dort nur zu gut bekannt. Es rollt eine Operation an, die mit dem Tod von Weslin und einer Schussverletzung von Carlos endet.